# Dirka po Italiji 2018
Dirka po Italiji 2018 (italijansko Giro d'Italia 2018) je 101. izvedba dirke po Italiji, tritedenske moške cestne kolesarske etapne dirke. Začela se je 4. maja v Jeruzalemu in končala 27. maja v Rimu. Sodelovalo je 176 kolesarjev iz 22-ih ekip. Rožnato majico je prvič osvojil Chris Froome (Team Sky), drugo mesto Tom Dumoulin (Team Sunweb), tretje pa Miguel Ángel López (Astana). Vijolično majico je osvojil Elia Viviani (Quick-Step Floors), modro majico Chris Froome, belo majico pa Miguel Ángel López.

## Ekipe
UCI WorldTeams
- AG2R La Mondiale
- Astana
- Bahrain–Merida
- BMC Racing Team
- Bora–Hansgrohe
- EF Education First–Drapac p/b Cannondale
- Team Dimension Data
- Groupama–FDJ
- Team Katusha–Alpecin
- LottoNL–Jumbo
- Lotto–Soudal
- Movistar Team
- Mitchelton–Scott
- Quick-Step Floors
- Team Sky
- Team Sunweb
- Trek–Segafredo
- UAE Team Emirates

UCI Professional Continental teams
- Bardiani–CSF
- Androni Giocattoli–Sidermec
- Israel Cycling Academy
- Wilier Triestina–Selle Italia

## Etape
| Etapa | Datum   | Štart/Cilj                                    | Razdalja    | Tip         | Tip                    | Zmagovalec                  |           |
| ----- | ------- | --------------------------------------------- | ----------- | ----------- | ---------------------- | --------------------------- | --------- |
| 1     | 4. maj  | Jeruzalem (Izrael) — Jeruzalem (Izrael)       | 9,7 km      |             | posamični kronometer   | Tom Dumoulin (NED)          |           |
| 2     | 5. maj  | Haifa (Izrael) — Tel Aviv (Izrael)            | 167 km      |             | ravninska etapa        | Elia Viviani (ITA)          |           |
| 3     | 6. maj  | Beersheba (Izrael) — Eilat (Izrael)           | 229 km      |             | ravninska etapa        | Elia Viviani (ITA)          |           |
|       | 7. maj  | dan počitka                                   | dan počitka | dan počitka | dan počitka            | dan počitka                 |           |
| 4     | 8. maj  | Catania — Caltagirone                         | 202 km      |             | hribovita etapa        | Tim Wellens (BEL)           |           |
| 5     | 9. maj  | Agrigento — Santa Ninfa (Valle del Belice)    | 153 km      |             | hribovita etapa        | Enrico Battaglin (ITA)      |           |
| 6     | 10. maj | Caltanissetta — Etna                          | 169 km      |             | gorska etapa           | Esteban Chaves (COL)        |           |
| 7     | 11. maj | Pizzo — Praia a Mare                          | 159 km      |             | ravninska etapa        | Sam Bennett (IRL)           |           |
| 8     | 12. maj | Praia a Mare — Montevergine                   | 209 km      |             | hribovito-gorska etapa | Richard Carapaz (ECU)       |           |
| 9     | 13. maj | Pesco Sannita — Gran Sasso (Campo Imperatore) | 225 km      |             | hribovito-gorska etapa | Simon Yates (GBR)           |           |
|       | 14. maj | dan počitka                                   | dan počitka | dan počitka | dan počitka            | dan počitka                 |           |
| 10    | 15. maj | Penne — Gualdo Tadino                         | 244 km      |             | hribovita etapa        | Matej Mohorič (SLO)         |           |
| 11    | 16. maj | Assisi — Osimo                                | 156 km      |             | hribovita etapa        | Simon Yates (GBR)           |           |
| 12    | 17. maj | Osimo — Imola                                 | 214 km      |             | ravninska etapa        | Sam Bennett (IRL)           |           |
| 13    | 18. maj | Ferrara — Nervesa della Battaglia             | 180 km      |             | ravninska etapa        | Elia Viviani (ITA)          |           |
| 14    | 19. maj | San Vito al Tagliamento — Monte Zoncolan      | 186 km      |             | gorska etapa           | Chris Froome (GBR)          |           |
| 15    | 20. maj | Tolmezzo — Sappada                            | 176 km      |             | hribovito-gorska etapa | Simon Yates (GBR)           |           |
|       | 21. maj | dan počitka                                   | dan počitka | dan počitka | dan počitka            | dan počitka                 |           |
| 16    | 22. maj | Trento — Rovereto                             | 34,2 km     |             | posamični kronometer   | Rohan Dennis (AUS)          |           |
| 17    | 23. maj | Riva del Garda — Iseo                         | 149,5 km    |             | ravninska etapa        | Elia Viviani (ITA)          |           |
| 18    | 24. maj | Abbiategrasso — Prato Nevoso                  | 196 km      |             | gorska etapa           | Maximilian Schachmann (GER) |           |
| 19    | 25. maj | Venaria Reale — Bardonecchia (Monte Jafferau) | 185 km      |             | gorska etapa           | Chris Froome (GBR)          |           |
| 20    | 26. maj | Susa — Cervinia                               | 214 km      |             | gorska etapa           | Mikel Nieve (ESP)           |           |
| 21    | 27. maj | Rim — Rim                                     | 115 km      |             | ravninska etapa        | Sam Bennett (IRL)           |           |
|       | Skupaj  | Skupaj                                        | 3572,4 km   | 3572,4 km   | 3572,4 km              | 3572,4 km                   | 3572,4 km |

## Razvrstitev po klasifikacijah
| Etapa  | Zmagovalec            | Rožnata majica · | Vijolična majica · | Modra majica · | Bela majica ·         | Ekipno               |
| ------ | --------------------- | ---------------- | ------------------ | -------------- | --------------------- | -------------------- |
| 1      | Tom Dumoulin          | Tom Dumoulin     | Tom Dumoulin       | brez           | Maximilian Schachmann | Team Katusha–Alpecin |
| 2      | Elia Viviani          | Rohan Dennis     | Elia Viviani       | Enrico Barbin  | Maximilian Schachmann | Team Katusha–Alpecin |
| 3      | Elia Viviani          | Rohan Dennis     | Elia Viviani       | Enrico Barbin  | Maximilian Schachmann | Team Katusha–Alpecin |
| 4      | Tim Wellens           | Rohan Dennis     | Elia Viviani       | Enrico Barbin  | Maximilian Schachmann | Mitchelton–Scott     |
| 5      | Enrico Battaglin      | Rohan Dennis     | Elia Viviani       | Enrico Barbin  | Maximilian Schachmann | Mitchelton–Scott     |
| 6      | Esteban Chaves        | Simon Yates      | Elia Viviani       | Esteban Chaves | Richard Carapaz       | Mitchelton–Scott     |
| 7      | Sam Bennett           | Simon Yates      | Elia Viviani       | Esteban Chaves | Richard Carapaz       | Mitchelton–Scott     |
| 8      | Richard Carapaz       | Simon Yates      | Elia Viviani       | Esteban Chaves | Richard Carapaz       | Mitchelton–Scott     |
| 9      | Simon Yates           | Simon Yates      | Elia Viviani       | Simon Yates    | Richard Carapaz       | Mitchelton–Scott     |
| 10     | Matej Mohorič         | Simon Yates      | Elia Viviani       | Simon Yates    | Richard Carapaz       | Mitchelton–Scott     |
| 11     | Simon Yates           | Simon Yates      | Elia Viviani       | Simon Yates    | Richard Carapaz       | Mitchelton–Scott     |
| 12     | Sam Bennett           | Simon Yates      | Elia Viviani       | Simon Yates    | Richard Carapaz       | Mitchelton–Scott     |
| 13     | Elia Viviani          | Simon Yates      | Elia Viviani       | Simon Yates    | Richard Carapaz       | Mitchelton–Scott     |
| 14     | Chris Froome          | Simon Yates      | Elia Viviani       | Simon Yates    | Miguel Ángel López    | Team Sky             |
| 15     | Simon Yates           | Simon Yates      | Elia Viviani       | Simon Yates    | Miguel Ángel López    | Team Sky             |
| 16     | Rohan Dennis          | Simon Yates      | Elia Viviani       | Simon Yates    | Miguel Ángel López    | Team Sky             |
| 17     | Elia Viviani          | Simon Yates      | Elia Viviani       | Simon Yates    | Miguel Ángel López    | Team Sky             |
| 18     | Maximilian Schachmann | Simon Yates      | Elia Viviani       | Simon Yates    | Miguel Ángel López    | Team Sky             |
| 19     | Chris Froome          | Chris Froome     | Elia Viviani       | Chris Froome   | Miguel Ángel López    | Team Sky             |
| 20     | Mikel Nieve           | Chris Froome     | Elia Viviani       | Chris Froome   | Miguel Ángel López    | Team Sky             |
| 21     | Sam Bennett           | Chris Froome     | Elia Viviani       | Chris Froome   | Miguel Ángel López    | Team Sky             |
| Skupaj | Skupaj                | Chris Froome     | Elia Viviani       | Chris Froome   | Miguel Ángel López    | Team Sky             |

## Končna razvrstitev
| Legenda | Legenda                                  | Legenda | Legenda                                    |
| ------- | ---------------------------------------- | ------- | ------------------------------------------ |
|         | Predstavlja vodilnega v skupnem seštevku |         | Predstavlja najboljšega mladega kolesarja  |
|         | Predstavlja vodilnega po točkah          |         | Predstavlja vodilnega v gorski razvrstitvi |

### Rožnata majica
| Poz. | Kolesar                  | Ekipa          | Čas         |
| ---- | ------------------------ | -------------- | ----------- |
| 1    | Chris Froome (GBR)       | Team Sky       | 89h 02' 39" |
| 2    | Tom Dumoulin (NED)       | Team Sunweb    | + 46"       |
| 3    | Miguel Ángel López (COL) | Astana         | + 4' 57"    |
| 4    | Richard Carapaz (ECU)    | Movistar Team  | + 5' 44"    |
| 5    | Domenico Pozzovivo (ITA) | Bahrain–Merida | + 8' 03"    |
| 6    | Pello Bilbao (ESP)       | Astana         | + 11' 50"   |
| 7    | Patrick Konrad (AUT)     | Bora–Hansgrohe | + 13' 01"   |
| 8    | George Bennett (NZL)     | LottoNL–Jumbo  | + 13' 17"   |
| 9    | Sam Oomen (NED)          | Team Sunweb    | + 14' 18"   |
| 10   | Davide Formolo (ITA)     | Bora–Hansgrohe | + 15' 16"   |

### Vijolična majica
| Poz. | Kolesar                 | Ekipa                         | Točke |
| ---- | ----------------------- | ----------------------------- | ----- |
| 1    | Elia Viviani (ITA)      | Quick-Step Floors             | 341   |
| 2    | Sam Bennett (IRL)       | Bora–Hansgrohe                | 282   |
| 3    | Davide Ballerini (ITA)  | Androni Giocattoli–Sidermec   | 147   |
| 4    | Sacha Modolo (ITA)      | EF Education First–Drapac     | 122   |
| 5    | Simon Yates (GBR)       | Mitchelton–Scott              | 113   |
| 6    | Marco Frapporti (ITA)   | Androni Giocattoli–Sidermec   | 111   |
| 7    | Danny van Poppel (NED)  | LottoNL–Jumbo                 | 107   |
| 8    | Niccolò Bonifazio (ITA) | Bahrain–Merida                | 93    |
| 9    | Eugert Zhupa (ALB)      | Wilier Triestina–Selle Italia | 84    |
| 10   | Tom Dumoulin (NED)      | Team Sunweb                   | 73    |

### Modra majica
| Poz. | Kolesar                  | Ekipa             | Točke |
| ---- | ------------------------ | ----------------- | ----- |
| 1    | Chris Froome (GBR)       | Team Sky          | 125   |
| 2    | Giulio Ciccone (ITA)     | Bardiani–CSF      | 108   |
| 3    | Simon Yates (GBR)        | Mitchelton–Scott  | 91    |
| 4    | Mikel Nieve (ESP)        | Mitchelton–Scott  | 79    |
| 5    | Thibaut Pinot (FRA)      | Groupama–FDJ      | 70    |
| 6    | Richard Carapaz (ECU)    | Movistar Team     | 65    |
| 7    | Tom Dumoulin (NED)       | Team Sunweb       | 49    |
| 8    | Esteban Chaves (COL)     | Mitchelton–Scott  | 47    |
| 9    | Valerio Conti (ITA)      | UAE Team Emirates | 42    |
| 10   | Domenico Pozzovivo (ITA) | Bahrain–Merida    | 40    |

### Bela majica
| Poz. | Kolesar                     | Ekipa                       | Čas          |
| ---- | --------------------------- | --------------------------- | ------------ |
| 1    | Miguel Ángel López (COL)    | Astana                      | 89h 07' 36"  |
| 2    | Richard Carapaz (ECU)       | Movistar Team               | + 47"        |
| 3    | Sam Oomen (NED)             | Team Sunweb                 | + 9' 21"     |
| 4    | Valerio Conti (ITA)         | UAE Team Emirates           | + 1h 18' 07" |
| 5    | Fausto Masnada (ITA)        | Androni Giocattoli–Sidermec | + 1h 21' 16" |
| 6    | Felix Großschartner (AUT)   | Bora–Hansgrohe              | + 1h 23' 50" |
| 7    | Matej Mohorič (SLO)         | Bahrain–Merida              | + 1h 35' 21" |
| 8    | Maximilian Schachmann (GER) | Quick-Step Floors           | + 1h 36' 39" |
| 9    | Jack Haig (AUS)             | Mitchelton–Scott            | + 1h 58' 09" |
| 10   | Giulio Ciccone (ITA)        | Bardiani–CSF                | + 2h 03' 58" |

### Ekipna razvrstitev
| Poz. | Ekipa             | Čas          |
| ---- | ----------------- | ------------ |
| 1    | Team Sky          | 267h 48' 47" |
| 2    | Astana            | + 24' 58"    |
| 3    | Bora–Hansgrohe    | + 43' 32"    |
| 4    | Team Sunweb       | + 1h 14' 35" |
| 5    | AG2R La Mondiale  | + 1h 30' 32" |
| 6    | Movistar Team     | + 1h 39' 45" |
| 7    | LottoNL–Jumbo     | + 1h 47' 01" |
| 8    | Mitchelton–Scott  | + 2h 31' 52" |
| 9    | UAE Team Emirates | + 2h 33' 27" |
| 10   | Groupama–FDJ      | + 2h 34' 04" |